# Francisco Marques da Silva
Francisco Augusto Marques da Silva (Ovar, 25 de junho de 1881 — Ovar, 8 de fevereiro de 1959) foi um dirigente desportivo e vareiro benemérito.
Foi o 20º presidente do Club de Regatas Vasco da Gama durante três mandatos, e o 7º presidente da Associação Desportiva Ovarense, à qual ofereceu o terreno onde foi construído o seu estádio, que ostenta, desde a inauguração, o seu nome.

## Biografia
Francisco Augusto Marques da Silva nasceu na então Vila de Ovar, em 25 de junho de 1881, o segundo filho de António Marques da Silva, e de Rosa Duarte, ambos lavradores e moradores no largo de S. Miguel.

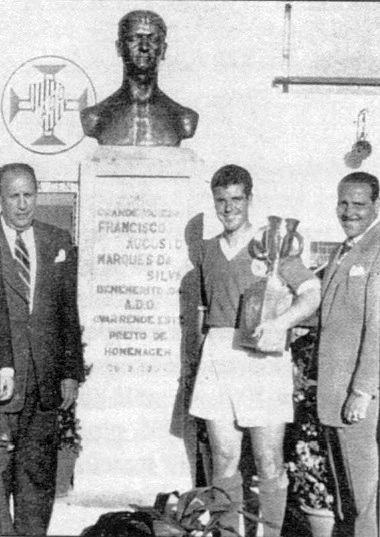
Busto de Marques da Silva, aquando o seu descerramento, na inauguração do Estádio da A.D.O.

Tendo emigrado para o Brasil, foi eleito como 20º presidente do Club de Regatas Vasco da Gama, cargo que exerceu por três ocasiões:
- 1918/1919 - eleito em 20/12/1917 na assembleia geral iniciada em 14/12/1917, empossado a 18/01/1918;
- 1919/1920 - eleito em 13/12/1918, empossado a 15/01/1919;
- 1921 - eleito em 20/12/1920, empossado a 12/01/1921 (Reunciou no mês de Março para regressar a Portugal.)

*obs. (Francisco Marques da Silva foi eleito em 11 de Dezembro de 1919 mas a Assembleia tinha menos sócios do que o estatuto obrigava. Foi então realizada um nova votação em 2 de Fevereiro de 1920, onde foi eleito Marcílio Telles.)
Após o regresso a Portugal, esteve intimamente ligado à Associação Desportiva Ovarense, tendo sido eleito como o seu 7º presidente, cargo exercido por quatro temporadas consecutivas:

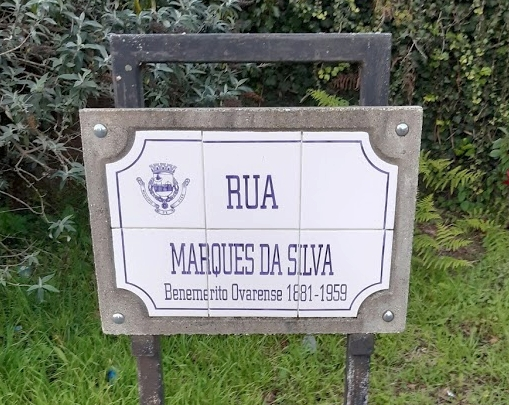
Placa da Rua Marques da Silva, no bairro de S. Miguel (Ovar).

- 1929/1930;
- 1930/1931;
- 1931/1932;
- 1932/1933.

## Honras
- Em 19 de Dezembro de 1939, durante as comemorações do 18º aniversário da Associação Desportiva Ovarense, foi anunciado que Francisco Marques da Silva teria cedido o terreno onde seria edificado o seu estádio. Como agradecimento, a Associação Desportiva Ovarense fez deste vareiro o seu patrono, designando o complexo de Parque Marques da Silva, nome que mantém até hoje.[7][8][9]

- Existe uma rua em Ovar com o seu nome, no bairro de S. Miguel.[10]